# Marcus Madsen
Marcus Madsen, född 17 augusti 1994 i Bunkeflostrand, är en svensk sportskytt som tävlar i gevärsskytte.

## Karriär
Madsen började med sportskytte som tioåring. Har kom på en sjätteplats helmatchen vid Europeiska Spelen 2023 och slog då svenskt rekord. Han var elva i VM 2023. I juni 2024 meddelade SOK att Madsen tagit ut att delta i OS 2024.